# Saalbach-Hinterglemm
Saalbach-Hinterglemm es una localidad del distrito de Zell am See, en el estado de Salzburgo, Austria, con una población estimada a principio del año 2018 de 2859 habitantes. 
Se encuentra ubicada al suroeste del estado, cerca de la frontera con Alemania y con los estados de Tirol y Carintia.